# Cantón de Auxonne
El Cantón de Auxonne es una división administrativa francesa, situada en el departamento de Côte-d'Or y la región Borgoña.
Su consejero general es Dominique Girard.

## Geografía
Este cantón está organizado alrededor de Auxonne en el distrito de Dijon. Su altitud varía de 180 m (Flagey-lès-Auxonne) a 238 m (Magny-Montarlot) con una altitud media de 190 m.

## Composición
El Cantón de Grancey-le-Château-Neuvelle agrupa 16 comunas:
- Athée
- Auxonne
- Billey
- Champdôtre
- Flagey-lès-Auxonne
- Flammerans
- Labergement-lès-Auxonne
- Magny-Montarlot
- Les Maillys
- Poncey-lès-Athée
- Pont
- Soirans
- Tillenay
- Villers-les-Pots
- Villers-Rotin

## Demografía
| 10 224 | 10 606 | 11 289 | 12 348 | 12 361 | 12 843 | 14 631 |
| Para los censos de 1962 a 1999 la población legal corresponde a la población sin duplicidades (Fuente: INSEE [Consultar]) |        |        |        |        |        |        |